# 오스트레일리아판
오스트레일리아판(Australian Plate)은 동반구 및 남반구의 주요 지각 판이다. 원래 고대 곤드와나 대륙의 일부로 인도판, 남극판과 연결되어 있었다. 인도판은 약 1억년 전 갈라져 북쪽으로 이동했으며, 남극판과는 8천5백만년 전 갈라지기 시작했고, 약 4천5백만년 전 오스트레일리아판은 인도양 아래의 인접한 인도판과 분리와 융합이 반복되어 단일한 인도-오스트레일리아판을 형성했다. 최근의 연구에 따르면 두 판은 약 3백만년 이전에 갈라져 분리되었고, 현재는 북동쪽에 있는 태평양판으로 조금씩 이동되고 있다. 오스트레일리아판에는 태즈메이니아섬을 포함한 오스트레일리아 대륙과 뉴기니섬의 일부, 뉴질랜드, 인도양 분지의 일부가 포함된다.

## 같이 보기
- 인도네시아의 지진 목록
- 파푸아뉴기니의 지진 목록
- 인도-오스트레일리아판
- 인도판